# Kuropalates
Kuropalates, zlatynizowane curopalates (gr. κουροπαλάτης z łac. cura palatii – "zajmujący się pałacem") – jeden z najwyższych bizantyjskich tytułów od czasów Justyniana Wielkiego do czasów dynastii Komnenów w XII wieku. W wariancie żeńskim – kuropalatissa.

## Historia
Pierwszy raz tytuł pojawia się w V wieku i oznacza urzędnika wysokiej rangi zajmującego się pałacem cesarskim (odpowiednik zachodniego majordoma). Gdy Justynian I Wieki uczynił swojego bratanka Justyna II kuropalatesem tytuł ten zyskał na znaczeniu stając się jednym z najwyższych tytułów w państwie obok cezara i nobilissimusa, będąc tak jak one zarezerwowany dla członków rodziny cesarskiej, był także nadawany ważnym obcym władcom, często na Kaukazie. Między 580 a 1060 rokiem honorowymi kuropalatesami zostało szesnastu książąt i królów Iberii Kaukaskiej, a od 635 kilku ormiańskich władców.  Zgodnie z Kletorologionem Filoteosa napisanym w 899 roku insygniami kuropalatesa był czerwony kaftan, płaszcz i pasek. W XI i XII wieku godność ta utraciła dawne znaczenie. Była przyznawana jako honorowy tytuł dla wysokich dowódców spoza rodziny cesarskiej a jego funkcje zostały stopniowo przejęte przez inne stanowiska np. protovestiariosa. Tytuł przetrwał do okresu Paleologów, ale był już rzadko używany.